# Barnsoldater i Kongo-Kinshasa

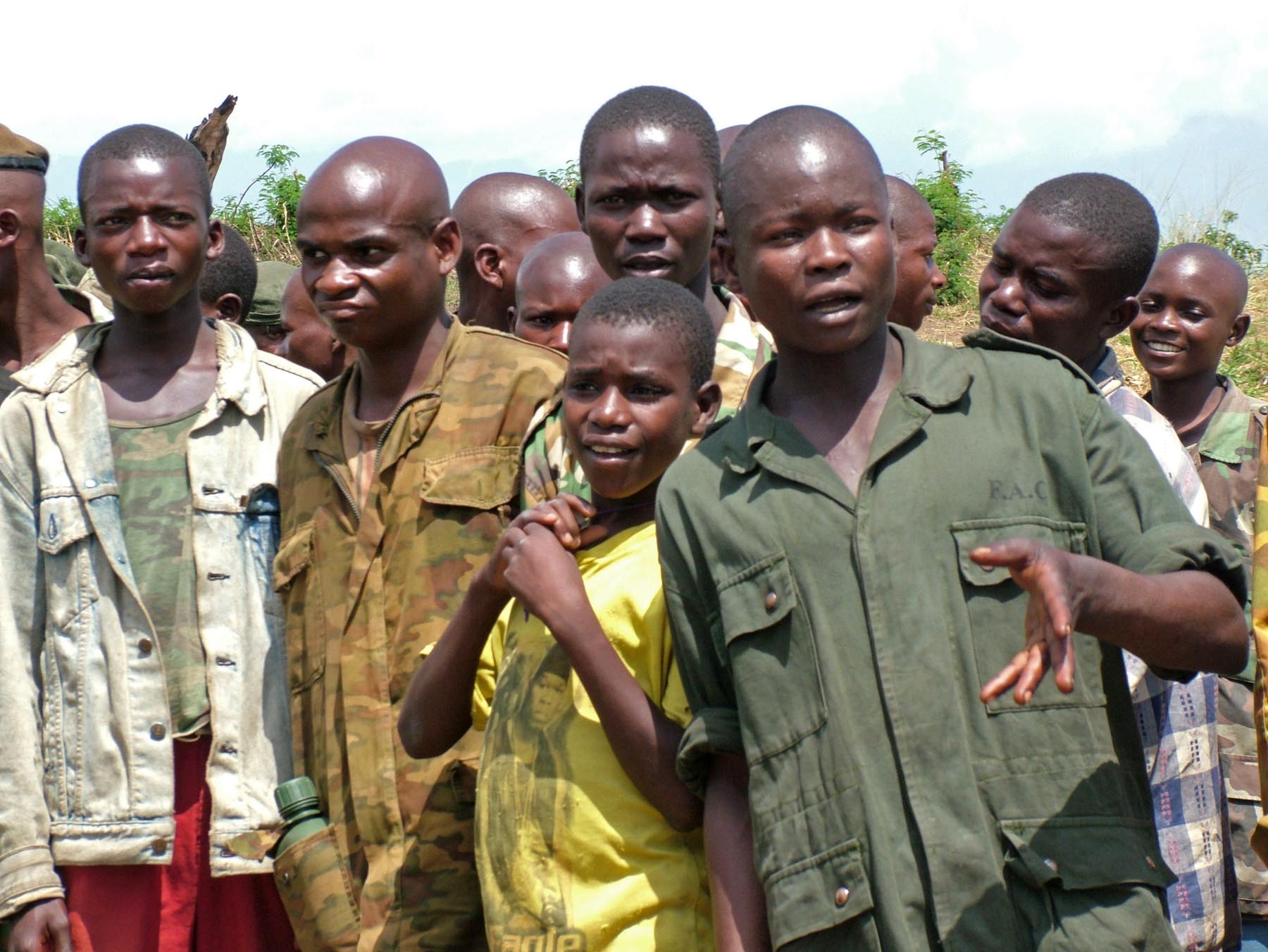
Barnsoldater i Kongo-Kinshasa.

Under första (1996–1997) och andra kongokriget (1998–2003) som ägde rum i Kongo-Kinshasa blev barnsoldater aktivt rekryterade eller inkallade av alla krigförande parter. De kallades lokalt för Kadogos, en mening på swahili som betyder "de små". Det har uppskattats att 30 procent av milisen som leddes av Thomas Lubanga utgjordes av barn. År 2011 uppskattades det att 30 000 barn fortfarande utnyttjades av beväpnade grupper. FN:s fredsbevarande styrkor i Kongo-Kinshasa (MONUSCO) gav ut en rapport år 2013 som fastställde att mellan den 1 januari 2012 och den 31 augusti 2013 hade upp till 1 000 barn blivit rekryterade av väpnade grupper, och beskrev det som "endemiskt".
Den tidigare presidenten Laurent Kabila hade använt barnsoldater i konflikten från 1996 och framåt och det uppskattades att upp till 10 000 barn, där vissa bara var sju år gamla, arbetade för honom.
Internationella brottmålsdomstolen (ICC) höll de första rättegångarna mot brott mot mänskliga rättigheter i Kongo-Kinshasa som ledde till de första åtalen och fällande domarna för utnyttjandet av barnsoldater.